# Misgolas lynabra
Misgolas lynabra là một loài nhện trong họ Idiopidae.
Loài này thuộc chi Misgolas. Misgolas lynabra được G. Wishart miêu tả năm 2006.